# 小行星4642
小行星4642（英語：4642 Murchie）是一颗围绕太阳公转的小行星。1990年8月23日，亨利·E·霍爾特在帕洛马山发现了此天体。
这颗小行星的绝对星等为129.65031等。